# Национальная историческая библиотека Украины
Национальная историческая библиотека Украины (укр. Національна історична бібліотека України) — библиотека в Киеве, книгохранилище исторических книг, центр библиографической работы по историческому краеведению. 

## История
Основана в 1939 году на базе книжных фондов киевских Исторического и Антирелигиозного музеев. Во время гитлеровской оккупации Киева здание библиотеки было разрушено. В июле 1952 года возобновила свою работу. Находится на территории Киево-Печерского историко-культурного заповедника. 

## Деятельность
Основные функции: библиотечное обслуживание населения, депозитарий исторической литературы, организационно-методическая помощь библиотекам Украины и координация деятельности по вопросам библиографии в области исторического краеведения. Фонд составляет более 750 тыс. экземпляров на украинском, русском, английском, немецком, французском, польском и др. языках, в т.ч. палеотипы, коллекции книг кириллической печати 16-17 вв., книг гражданской печати 18-19 вв., русской сатирической периодики 1905-07 годов, литературы по истории искусства, а также микрофильмы и микрофиши. Библиографические картотеки библиотеки: иностранная литература по месту издания (15-17 в.), старопечатные по типографиям (до 1825), заведена картотека материалов по истории городов и сел Украины (с 19 в.). 
Библиографические издания библиотеки: «Нові надходження з історії до Державної історичної бібліотеки України», «Історія України: Науково-допоміжний покажчик літератури», «История фабрик и заводов», «Памятники истории и культуры Киевской области», «Памятники истории и культуры Киева».